# Karlstor
Karlstor (indtil 1791 kaldet Neuhauser Tor) er en af de fire primære byporte i den middelalderlige bymur i München. Bymurene var berømte og fungerede som byens forsvarsværk frem til 1700-tallet, og Karlstor var en af de store forsvarsværker og kontrolpunkter langs muren.
Karlstor ligger på Karlsplatz i den vestlige ende af Neuhauser Straße, der er en del af München centrums gågadenet, som blev kaldt "saltvejen" og den øst-vestlige færdselsåre i den gamle bydel. Den adskiller derved det historiske centrum fra byudvidelsen i 1800-tallet kaldet Ludwigvorstadt. Karlstor har navn fra Karlsplatz (bedre kendt under sit lokale kælenavn "Stachus"), der i dag er en del af ringvejen Altstadtring, og som har været et af de travlest esteder i München i flere århundreder.
Bygningen er den vestligste af de tre tilbageværende gotiske byporte, ud af de oprindelige fem. De to andre bevarede porte er Isartor mod øst (den eneste der stadig eksisterer i sin helhed i sin grunlæggende struktur) og Sendlinger Tor mod syvest. De to manglende porte er Angertor mod syd og Schwabinger Tor mod nord, efter hele byens forsvarsværker blev revet ned efter prinsens ordre i 1800- og 1900-tallet.